# Hyposmocoma conditella
Hyposmocoma conditella — вид моли эндемичного гавайского рода Hyposmocoma.

## Распространение
Встречается на острове Кауаи.